# 丨部
丨部為漢字索引中的部首之一，計一畫，是康熙字典214個部首中的第2個（在一畫的中為第2個）。丨部構字時只出現在中間。一字帶「丨」且無其他部首可用時歸為丨部。

## 部首單字解釋
上下貫通。見《說文》。
- 補充：今書寫用漢文不多見，一般字典難檢字索引亦未收錄。

## 字形

大篆
小篆

### 部首字元及變形
在Unicode和文字區的相關部首字元只有一個，就是康熙部首「⼁」（KANGXI RADICAL LINE [U+2F01]）、文字區「丨」（CJK UNIFIED IDEOGRAPH-4E28）。

## 名稱
- 漢語：丨部（注音：ㄍㄨㄣˇ ㄅㄨˋ）
- 日語：
- 朝鲜語：뚫을곤부 (ttureul gon bu、贯通 丨部)
- 越南語：bộ cổn（部丨）
- 英語：Radical Line

## 字例
| 部首外筆畫 | 字例 -{    |
| ---------- | ---------- |
| 0          | 丨         |
| 1          | 丩         |
| 2          | 个丫㐃㐄丬 |
| 3          | 中丮丰丯   |
| 4          | 丱         |
| 6          | 𠁨串       |
| 7          | 鼡丳𠁪     |
| 9          | 丵         |
| 11         | 𠁵         |
| 14         | 𠁸         |
| 17         | 𠁹         |
| 18         | 𠁺         |
| 21         | 𠁻 }-      |